# سیارک ۵۲۲۲۶
سیارک ۵۲۲۲۶ (به انگلیسی: 52226 Saenredam، نامگذاری:1974PA) پنجاه و دو هزار و دویست و بیست و ششمین سیارک کشف شده‌است که در ۱۲ اوت ۱۹۷۴ کشف شد.